# Naruto: Ultimate Ninja 2
Naruto: Ultimate Ninja 2 è un videogioco di Naruto per PlayStation 2 (noto in Giappone come Naruto: Narutimate Hero 2 (ＮＡＲＵＴＯ－ナルト－ ナルティメットヒーロー２?, Naruto: Narutimetto Hīrō 2)).

## Modalità di gioco
Il cambiamento più radicale da Naruto: Ultimate Ninja è la possibilità di personalizzare i personaggi nella nuova modalità GdR. Con "personalizzare" non si intende la sola possibilità di far sviluppare i propri personaggi nell'attacco, difesa, resistenza, ecc. ma anche la possibilità di cambiare le tecniche del personaggio in questione; le suddette tecniche sono due, da non confondersi con le "Tecniche Segrete", che sono differenti da personaggio in personaggio e che, diversamente dalle tecniche sopra citate, non possono essere utilizzate in "tempo reale", bensì dopo aver premuto determinati tasti o aver completato altre sorte di mini-giochi. Dopo averle sbloccate si possono assegnare ai vari personaggi, ad esempio l'"Attacco a spirale" a Naruto, oppure la "Palla di Fuoco Suprema" a Sasuke, senza limiti (eccetto per Rock Lee, che può usare solo le arti marziali, come l'entrata dinamica, e non altri tecniche.).
La saga "Il Marchio di Gedo" è stata aggiunta al gioco per ampliarlo, visto che nel manga non esiste.

## Personaggi giocabili
- Naruto Uzumaki
- Sasuke Uchiha
- Sakura Haruno
- Neji Hyuga
- Rock Lee
- Tenten
- Shikamaru Nara
- Choji Akimichi
- Ino Yamanaka
- Kiba Inuzuka
- Shino Aburame
- Hinata Hyuga
- Kakashi Hatake
- Gai Maito
- Jiraiya
- Il terzo Hokage
- Tsunade
- Shizune
- Gaara della Sabbia
- Kankuro
- Temari
- Orochimaru
- Kabuto Yakushi
- Itachi Uchiha
- Kisame Hoshigaki
- Zabuza Momochi
- Haku
- A Nove Code
- Taijutsu Naruto
- Byakugan Hinata
- Anbu Kakashi
- Orochimaru Sigillato
- Doto Kazahana[1]

Alcuni personaggi non avendo tecniche supreme conosciute, utilizzando il Chakra attivando la "Modalità Suprema". Altri personaggi hanno le prime due tecniche segrete basate su quelle degli alleati e l'ultima personale.